# Kotzen (Wollstoff)
Der Kotzen (Bairisch auch Kutzen, aus althochdeutsch kozzo ‚raues Deckenzeug‘, vgl. Cotte ‚Kutte‘ und  Kote, Kotze ‚Zelt‘) ist eine altertümliche Bezeichnung für einen groben Wollstoff aus Streichgarn, in Leinwandbindung oder Köperbindung gewebt, mehr oder minder schwach gewalkt und beiderseitig gut aufgeraut und nicht geschoren, und daher gewöhnlich mit pelzartig dichtem und langem Flor versehen.
Das Material diente für Pferdedecken, sonstige Decken, Mäntel und Umhänge (auch als Kotze oder Wetterfleck bezeichnet) und ähnlichem.
Hergestellt wurde das Gewebe u. a. von dem Unternehmen Jos. Stefsky.